# Факултет по изкуствата (Югозападен университет)
Факултетът по изкуствата е едно от деветте основни звена на Югозападен университет „Неофит Рилски“.

## История
Обучението на специалисти с профил в областта на изкуствата и културата в Югозападния университет „Неофит Рилски“ има дълга история. След създаването на университета през 1975 година като филиал на Софийския университет „Св. Климент Охридски“  с разпореждане на Министерския съвет № 223 от 09.08.1975 г., през учебната 1976-1977 година са приети първите 200 студенти. Те се обучават в специалностите „Педагогика за подготовка на детски учители“ и „Педагогика за подготовка на начални учители“. Част от обучението им са дисциплините „Културно-просветна работа – теория и практика“, „Театър, кино, телевизия“, „Теория на културата“, „Драматургия на масовите форми“, „Музика“ и „Хореография“.
През 1983 година Педагогическият филиал на Софийския университет се отделя във Висш педагогически институт с указ 2296 от 04.08.1983 година на Министерския съвет. От този момент нататък обучението в областта на изкуствата и културата се поема от обособените специалности с профил Музика, Театър, Кино, Хореография и Изобразително изкуство в новосформираните факултети – Факултет за подготовка на детски учители, Факултет за подготовка на начални учители и Факултет за подготовка на учители по трудово-политехническо обучение. Творческите прояви на студентите през 80-те години на XX век включват: Годишен концерт на Педагогическия институт; художествени бригади в Благоевградски окръг; участие в художествените колективи на Благоевград; участие в постановките на Драматичен театър „Никола Вапцаров“; активно участие в театъра към ДНА – Благоевград и др.
През 80-те години възниква идеята специалностите да бъдат обединени в специализирано основно университетско звено. Идеята е реализирана през 1994 година, когато с решение на Академичния съвет на Югозападния университет (протокол № 4 от 13.11.1994 г.) е създаден Факултет по педагогика на изкуствата, преименуван година по-късно на Факултет по изкуствата. След преобразуването на Висшия педагогически институт в Югозападен университет „Неофит Рилски“, Факултетът по изкуствата се обособява като най-артистичното основно звено на университета.

## Декани
- Доц. д-р Валери Пастармаджиев от 2023 г. и понастоящем
- Проф. д.н.к. Васил Марков 2019 – 2023
- Проф. д.изк.н Йордан Гошев 2011 – 2019
- Проф. д.изк.н Румен Потеров 2003 – 2011
- Проф. н.изк.н. Филип Павлов 1999 – 2003
- Проф. Христо Арищиров 1995 – 1999

## Катедри

### Музика
Историята на катедра „Музика“ датира от 1976 година, когато във Висшия педагогически институт е въведена специалност „Музика“. В специалността се изучават педагогически музикални дисциплини като „Елементарни теории на музиката“, „Солфеж“, „Музикални форми“, „Българска народна музика“, „Хармония“, „Хорознание“, хорово пеене и дирижиране“, „Инструментално знание“, „Музикален инструмент“, „Музикално усъвършенстване на учебен хор“ и др.
След включването на катедра „Музика“ в структурите на Факултета по изкуствата, в периода 1995-2007 година тя обслужва специалностите „Педагогика на обучението по музика“ и "Музикален театър“. От 2007 година специалностите започват да се осъвременяват. „Педагогика на обучението по музика“ е преименувана на „Педагогика на музикалното изкуство“ и се разкрива „Изпълнителско изкуство (народни инструменти или народно пеене)“. През 2012 година се въвежда специалността „Изпълнителско изкуство (поп и джаз)“  а през 2014 година – „Електронни технологии в музиката“.
Академичният състав на катедрата се състои от изявени специалисти в областта на изпълнителското изкуство, сред които поф.д.изк. Йордан Гошев, проф. д.н. Филип Павлов, проф. Александър Куюмджиев, доц. д-р Желка Табакова, проф. д-р Иванка Влаева, проф. д.н. Румен Потеров, доц. д-р Бинка Котетерова-Добрева, доц. д-р Валери Пастармаджиев, доц. д-р Валери Димчев, д-р Венцислав Мицов, д-р Стефан Далчев и др.

### Изобразително изкуство
Катедра „Изобразително изкуство“ също е създадена много преди основаването на Факултета по изкуствата. Историята ѝ започва през 1978 година с обучението на студенти в областта на педагогиката.
През 1992 година е открита специалност „Педагогика на обучението по изобразително изкуство", а през 1997 година специалност „Промишлени изкуства и мода“, преименувана през 2015 година в специалност „Мода“.
Наред с бакалавърските програми, катедра „Изобразително изкуство“ обучава студенти и в магистърските програми „Педагогика и социален формат на изобразителните изкуства“ и „Графичен и рекламен дизайн в модата“.
Преподавателският състав на катедрата се състои от преподаватели с доказани качества в преподавателската и художественотворческата дейности: проф. д-р Емил Куков, проф. Георги Драчев, проф. Евгени Кузманов, проф. д-р Ралица Игнатова, доц. д-р Диана Захариева, доц. д-р Анна Покровнишка, доц. Христо Шапкаров, доц. д-р Здравка Лисийска, които продължават традициите и развиват постиженията, създадени в предишните десетилетия от проф. д-р Нина Христова, проф. Игнат Игнатов, проф. Борислав Стоев, проф. Димитър Сотиров, проф. Димитър Бойков, проф. Пламен Вълчев, проф. Румен Райчев, проф. Красимир Джидров, проф. Еленко Томов, доц. д-р Тодорка Каменова, доц. д-р Мария Блажева, доц. Стефан Стоянов, доц. Атанас Дафинов, доц. Ивайло Попов, доц. Димитър Костадинов (художник), доц. Никола Буков, доц. Христо Добаров и др.

### Хореография
Обучението по хореография в Югозападния университет стартира през 1992 година, когато се обособява секция „Хореография“ към катедра „Музика“ и се въвежда специалността „Хореографска педагогика“ с равнопоставено обучение по български танци, класически танци, спортни танци, характерни танци.
През 1997 година специалността е преименувана на „Българска народна хореография“. Обучението се профилира само в направление български народни танци и се обособява самостоятелна катедра „Хореография“ във структурата на Факултета по изкуствата.
През 2014 година по инициатива на проф. Анелия Янева е създадена специалност „Съвременна хореография“, която е насочена към формиране на знания за общоевропейски и световни съвременни танцови техники и изграждане на умения за собствена авторска хореография. Сред изучаваните дисциплини са т.нар. улични танци (хип-хоп, брейк и др.), социални танци (салса и др.), класически танци, характерни танци, спортни танци, български танци, съвременни авторски търсения, свързани с модерния танц, контемпоръри, контактна импровизация, танцов театър. По този начин се запълва липсващото звено във висшето образование, съсредоточено в специалностите „Балетно изкуство“ и „Българска народна хореография“, а специалност „Съвременна хореография“ се оформя към настоящия момент като единствена в българското висше образование.
Преподавателският колектив е съставен от творци и специалисти в областта на сценичното изкуство – проф. д. изк. Анелия Янева, проф. Николай Цветков, доц. Георги Гаров, д-р Стефан Йорданов, д-р Верка Божкова, д-р Силвина Владова и д-р Джулия Йорданова и др.

### Културология
През 1995 година в структурата на Факултета по изкуствата се формира катедра „Културология“. Неин създател е проф. д-р Влъчко Кунчев един от изявените български учени в областта на културата. Съоснователи на катедрата са проф. д-р Надежда Драгова – учен с международно признание, с големи заслуги към балканистиката, изкуствознанието, възрожденското и съвременното литературознание, фолклористиката и медиевистиката и проф. д.изк. Валентин Ангелов – виден изкуствовед, автор на множество научни трудове в областта на изкуствознанието, естетиката, изобразителното изкуство и фолклористиката.
В периода 1995 – 2009 година катедрата обслужва специалност „Културология“. През 2009 година е въведена специалност „Култура и медии“, а през 2014 – специалност „Култура и културен туризъм“. През 2016 година специалност „Културология“ е преименувана в „Културология и културен мениджмънт“.
Всяка от трите специалности има своя специфичен облик и предоставя възможност на студентите да получат нужните умения и компетенции за работа в културната, медийна и бизнес среда, в държания и частния сектор.
Сред видните преподаватели на катедрата са проф. д.н.к. Васил Марков, проф. д.н.к.  Ангел Ангелов, доц. д-р Десислава Лилова, доц. д-р Татяна Стоичкова, доц. Светлана Христова и др.

### Телевизионно, театрално и киноизкуство
Катедра „Телевизионно, театрално и киноизкуство“ е последната създадена катедра в структурата на Факултета по изкуствата, но историята ѝ е значително по-дълга. Тя е основана от проф. Павел Милков под наименованието Катедра по арттехника през 1991 година в Инженерно-педагогическия факултет на Висшия педагогически институт в Благоевград и осъществява обучение по операторство, режисура, монтаж и продуцентство. 
От 1995 година Катедрата по арттехника преминава във Факултета по изкуствата под наименованието „Телевизионно и киноизкуство” и провежда обучение по специалностите „Филмова и телевизионна режисура“, „Филмово и телевизионно операторство“ и „Филмов и телевизионен монтаж“. 
От 2012 година тя е обединена с катедра „Театрално изкуство” под наименованието „Телевизионно, театрално и киноизкуство“ със специалности „Филмова и телевизионна режисура“, „Филмово и телевизионно операторство“, „Филмов и телевизионен монтаж“ и „Актьорско майсторство“. От 2019 г. е въведена и специалност „Продуцентство в развлекателните индустрии и аудио-визуални изкуства“.
В катедрата преподават изявени творци от областта на киното, телевизията,  театъра, сред които проф. д-р Станимир Трифонов, проф. д-р Цветан Недков, доц. д-р Клавдия Камбурова, доц. д-р Ирина Китова, доц. д-р Милена Анева и др.

## Специалности
Факултетът по изкуствата предлага обучение в 17 бакалавърски и 15 магистърски специалности от следните професионални направления: „изобразително изкуство“; „театрално и филмово изкуство“; „музикално и танцово изкуство“; „социология, антропология и науки за културата“, „педагогика на обучението по….“.

Бакалавърски програми
- Актьорско майсторство
- Аудио-визуални изкуства и продуцентство в развлекателните индустрии
- Българска народна хореография
- Електронни технологии в музиката
- Изобразително изкуство
- Изпълнителско изкуство (Народни инструменти или народно пеене)
- Изпълнителско изкуство (поп и джаз)
- Културология и културен мениджмънт
- Култура и медии
- Култура и културен туризъм
- Мода
- Педагогика на обучението по изобразително изкуство
- Педагогика на музикалното изкуство
- Съвременна хореография
- Филмов и телевизионен монтаж
- Филмова и телевизионна режисура
- Филмово и телевизионно операторство

## Студентски фолклорен ансамбъл
Важна структура на Факултета по изкуствата е Студентският фолклорен ансамбъл, създаден в далечната 1994 година В него участват студенти от катедра „Хореография“ и катедра „Музика“. Художествен ръководител е проф. Николай Цветков.
Студентският фолклорен ансамбъл изнася стотици концерти в България и в чужбина и участва в редица фолклорни фестивали във Франция, Испания, Русия, Италия, Германия и други.
Лауреат е на Световния студентски фолклорен фестивал „Златен рог“ в Истанбул, на Балканския фолклорен танцов фестивал в Измир, на Международния фолклорен танцов фестивал в Денизли, на Международния фолклорен кукерски фестивал в Науса и т.н.
Под ръководството на проф. Николай Цветков и доц. Георги Гаров, в сътрудничество с именити хореографи и ансамбли, Студентския фолклорен ансамбъл се включва активно в музикално-танцовите разкази „Едновремски истории“, „Първо любе“, „Завръщане в образа“ и много други.

## Учебен театър
Учебният театър е структура на Факултета по изкуствата с над 40-годишна история. Той е създаден като Учебен студентски експериментален театър (УСЕТ) на 20 март 1980 година, когато е и премиерата на първата постановка – „Лодка в гората“. Тогава е създадена и първата театрална трупа с ръководители Пенчо Пенчев и Златко Павлов. През април 1980 година с решение на тогавашната Катедра по български език и литература на ВПИ Благоевград, УСЕТ получава статут на научно-художествена лаборатория.
Няколко години по-късно театърът преминава към специално създадената Катедра по театрално изкуство (с решение на Академичния състав от 13.11.1991). От 1995 година Катедрата по театрално изкуство е част от структурата на Факултета по изкуствата.
В периода 1980 – 1989 година художествен ръководител на УСЕТ е доц. д-р Златко Павлов, а директори – Хр. Вълчевски (до 1984 г.), Ел. Добрева (до 1987 г.) и Ан. Петрова (до 1989 г.).
От 1989 до 1992 година УСЕТ се ръководи от художествения ръководител и тогавашен ръководител на катедрата по театрално изкуство доц. Златко Павлов. От 1992 година за художествено-творческата работа отговарят художествените ръководители на театралните класове в катедрата.
Материалната база на УСЕТ винаги е включвала сцена. До 2017 година сцената е в самостоятелна сграда към бившия 8-ми корпус на Югозападния университет, където за нуждите на студентите от специалност „Актьорско майсторство“ са обособени учебна сцена и театрален салон с 100 места, театрален клуб „Виват академия“ със сценичен подиум и 40 места, гардероб, реквизитна, пулт за осветление и озвучаване, гримьорна.
През 2019 година в настоящия 8-ми корпус за нуждите на Учебния театър е открита камерна зала, зала за репетиции и модерна театрална зала с 180 места, носеща наименованието „УСЕТ“.
Сцените на Учебния театър са специално създадени за практическата подготовка на студентите. В настоящите учебни планове по „Актьорско майсторство“ практическата подготовка е разпределена в четири семестъра и се осъществява чрез:
- Текуща актьорска практика (V-VI-VII семестър) за изграждане на връзка между сцена и зала и между актьор и зрител в Учебния театър.

- Преддипломна практика (VIII семестър), която се провежда както в зала „УСЕТ“ на Учебен театър, така и на сцената на Драматичен театър „Никола Вапцаров“.[10]

Наред с практическата подготовка, на сцените на Учебния театър през годините се играят стотици театрални постановки. В седмицата между 20 март (рождения ден на УСЕТ) и 27 март (Международния ден на театъра) се провеждат ежедневни представления. Преди построяването на модерната театрална зала „УСЕТ“ в 8-ми корпус на ЮЗУ, Международният ден на театъра се отбелязва и с традиционно театрализирано шествие по улиците на Благоевград от вече бившия 8-ми корпус в центъра на Благоевград към камерния оперен театър и Драматичен театър „Н. Вапцаров“.
През годините на сцените на Учебния театър студентите са имали възможност да работят в класовете на Енчо Халачев, Венцислав Кисьов, Димитрина Гюрова, Чавдар Кръстев, Недялко Делчев, Николай Ламбрев-Михайловски, Огнян Спиров, Надежда Сейкова, Милена Анева и много други. През годините доц. Златко Павлов многократно е определял създаването на УСЕТ като една от най-смислените си творчески рожби.

## Национален студентски фестивал на изкуствата
Факултетът по изкуствата е инициатор на „Национален студентски фестивал на изкуствата“. В рамките на проведените вече 14 издания, студенти от всички университети в България с профил в областта на изкуствата – кино, театър, музика, танци, изобразително изкуство, мода и др. – имат възможност за сценична изява.

## Научно-изследователски центрове
- Университетски научно-изследователски център за древни европейски и източносредиземноморски култури

- Център за нови медии и дигитална култура[11]

## Студиа
- Звукозаписно студио
- Телевизионно студио